# Гусев, Георгий Александрович
Гео́ргий Алекса́ндрович Гу́сев (род. 4 сентября 1987, Магнитогорск, Челябинская область) — российский виолончелист-виртуоз, композитор, дирижёр, общественный деятель.

## Биография

### Юность
Георгий Гусев родился 4 сентября 1987 года в Магнитогорске Челябинской области в семье тренера по боксу Александра Гусева и преподавателя игры на виолончели Ольги Гусевой (урождённой Голиковой).
Детство прошло в городе Набережные Челны в увлечении спортом, музыкой, рисованием. В 13 лет Георгий поступил в Москве в специальную музыкальную школу имени Гнесиных, после окончания которой поступил в Московскую государственную консерваторию имени П. И. Чайковского, где обучался в классах профессора Марии Константиновны Чайковской, а затем в классе профессора Селезнёва Алексея Николаевича. Посещая мастер-классы известных виолончелистов в Европе, Гусев принял решение учиться у известного итальянского виолончелиста Джованни Соллимы и на четвёртом курсе Московской консерватории поступил параллельно в Национальную академию Святой Цецилии в Риме в класс Джованни Соллимы.

### Концертная деятельность
Ещё до окончания Московской консерватории в 2012 году и Академии Святой Цецилии в 2013 году Гусев начал много выступать в оркестрах, ансамблях и с сольными программами на крупных музыкальных фестивалях и мероприятиях по всему миру: Kronberg Academy Festival (Kronberg, Germany), Bad Ragaz Festival (Switzerland), iPalpiti Festival (Los Angeles, USA), Narnia Festival (Narni, Italy), VivaCello Festival (Moscow, Russia), Big Sur Festival (Big Sur, USA), Евразия (Екатеринбург, Россия).
Часто партнёрами по сцене становились музыканты такие как Джованни Соллима, Наталья Гутман, Энрико Диндо, Марио Брунелло, Рокко Филиппини, Моника Лесковар, Андрей Гаврилов, Борис Андрианов, Элисо Вирсаладзе и многие другие.
Продолжая концертную деятельность в Европе, России, а затем и в США, участвует не только в концертах классической музыки, но и в музыкально-театральных шоу, музыкально-выставочных проектах художников, увлекается живописью, архитектурой, кинематографом, принимая участие в различных творческих коллаборациях.
По приезде в Америку знакомится и работает с несколькими композиторами и исполнителями, удостоенными премий Грэмми, такими как: Рэнди Джексон, Марк Манчина, Уолтер Афанасьефф, Кенни Джи, Кенни «Babyface» Эдмондс и другие. 

### Общественная деятельность
В 2011 году Георгий Гусев провёл свой первый фестиваль «Мастера Музыки» в Москве, пригласив известного итальянского виолончелиста Джованни Соллимы и французского скрипичного мастера Матиаса Менанто. Это был первый опыт организации мастер-классов, концертов, лекций, в котором его поддержал брат Олег Гусев (театральный режиссёр и актёр). В дальнейшем фестиваль «Мастера Музыки» стал значимой образовательно-концертной площадкой России и ежегодно проводится в Москве. В 2013 году для осуществления фестивально-концертной и театральной деятельности братья основали в Москве организацию «GOSH projects» — творческую лабораторию, задачей которой является осуществление инновационных проектов в сфере искусства, а также поддержка, обучение и продвижение талантливых российских музыкантов и их проектов. В 2018 году открыл новый филиал «GOSH projects» в Калифорнии — «GOSH projects Int». С тех пор большую часть времени он проводит в Соединённых Штатах, концертирует и преподаёт в Музыкальной академии Big Sur штата Калифорния.
- 2011 — Соорганизатор и Художественный руководитель Международного Фестиваля «Мастера Музыки» (Москва, Россия)
- 2013 — Соорганизатор Автономной некоммерческой организации «Творческая лаборатория GOSH projects» (Россия)
- 2014 — Организатор и Художественный руководитель Фестиваля в Zagarolo, Италия
- 2015 — Организатор и Художественный руководитель «GOSH Salon» музыкальных вечеров в галереях Лос-Анджелеса
- 2019 — Соорганизатор «GOSH projects International» (California, USA)

## Творчество

### Сочинение музыки
Свою композиторскую деятельность Георгий Гусев начал в Италии. Первая серия произведений для виолончели соло «Дневник путешественника» вызвала интерес музыкальных редакторов программ итальянского телевидения RAI и была включена в музыкальное сопровождение различных программ и, также, была использована молодыми кинорежиссёрами при создании короткометражных фильмов.
Первым сольным проектом в качестве виолончелиста-композитора стал проект «Cello Drive», включающий авторскую музыку и аранжировки. С этой концертной программой Гусев выступает в городах Италии, России и представляет её в США на крупнейшей выставке музыкальных инструментов NAMM Show. Сольный альбом «Cello Drive» выпущен британским лейблом North2North в июле 2016 года при спонсорской поддержке австрийской компании Thomastik-Infeld.
Дебют Георгия Гусева в Карнеги-холл в Нью-Йорке в качестве виолончелиста и композитора состоялся 2 февраля 2018 года, где он исполнил своё сочинение «CALYPSO». Премьера его нового цикла песен для сопрано и виолончели «PROTOS» состоялась в Карнеги-Холл 30 мая 2019 года.

### Педагогическая деятельность
Гусев даёт мастер-классы игры на виолончели по всему миру. Но есть несколько постоянных площадок, где он преподаёт ежегодно:
- Биг-Сур (англ. Big Sur), Калифорния[9]
- Дзагароло (англ. Zagarolo), Италия[10]
- «Мастера Музыки», Москва[11]

### Отзывы
Джованни Соллима
«Поражён его талантом, музыкальностью и техникой! Георгий — редкий пример музыканта, которому удаётся соединить знания и уважение к музыкальным традициям с его собственной изобретательностью и великолепным талантом».
Уолтер Афанасьефф
«Георгий ярко выделяется среди очень талантливых музыкантов в мире».

## Инструменты
Георгий Гусев играет на двух виолончелях:
- виолончель работы Эрнста Либиха III (Бреслау, 1880 г.)
- виолончель работы Николаса Гейссера (Санкт-Петербург, 1901 г.)